# Carex pityophila
Carex pityophila är en halvgräsart som beskrevs av Kenneth Kent Mackenzie. Carex pityophila ingår i släktet starrar, och familjen halvgräs. Inga underarter finns listade i Catalogue of Life.